# Эвансвилл (город, Миннесота)
Эвансвилл (англ. Evansville) — город в округе Дуглас, штат Миннесота, США. На площади 1,8 км² (1,8 км² — суша, водоёмов нет), согласно переписи 2002 года, проживают 566 человек. Плотность населения составляет 313,4 чел./км².
- Телефонный код города — 218
- Почтовый индекс — 56326
- FIPS-код города — 27-19898[1]
- GNIS-идентификатор — 0643446[2]